# Mary Tyler Moore
Mary Tyler Moore (Brooklyn, Nova York; 29 de desembre de 1936-Greenwich, Connecticut; 25 de gener de 2017) va ser una actriu i humorista nord-americana. Durant la seva carrera artística de més de quaranta anys, va treballar en el  cinema, teatre i televisió, sent aquest últim mitjà en el qual més va destacar. És coneguda pels seus papers televisius com Laura Petrie en The Dick Van Dyke Show i Mary Richards en The Mary Tyler Moore Show. Així mateix va filmar una dotzena de pel·lícules entre les quals  destaquen Millie, una noia moderna (1967), Change of Habit (1969) o Gent corrent (1980), i va treballar breument a Broadway. Diverses vegades guardonada per les seves actuacions, entre els seus múltiples premis es troben el Globus d'Or i l'Emmy.

## Biografia
La gran de tres germans, Moore va néixer al barri de Flatbush, a Brooklyn, Nova York del matrimoni entre George Tyler Moore i Marjorie Hackett. Moore was the oldest of three children (her siblings were John and Elizabeth). Es va traslladar a Califòrnia amb vuit anys. En la seva joventut va acudir a l'escola catòlica "Saint Rose of Lima" a Brooklyn, i a l'escola Notre Dame a Hollywood. Als 17 anys, va començar a actuar en el paper de Happy Hotpoint en els espots publicitaris en del programa The Adventures of Ozzie and Harriet. També va aparèixer en algunes pel·lícules i programes de televisió com a Intriga a Hawai, Bourbon Street Beat, 77 Sunset Strip i Steve Canyon.
Moore va començar la seva carrera artística com a ballarina a la fi dels anys 50 apareixent en comercials televisius. Els seus primers treballs com a actriu els va aconseguir a principis dels anys 60, quan va realitzar petites aparicions especials en les sèries Johnny Staccato, Overland Trail i The Tab Hunter Show. També va aparèixer en els llargmetratges Intriga a Hawai i Lock Up, on va tenir petits papers.

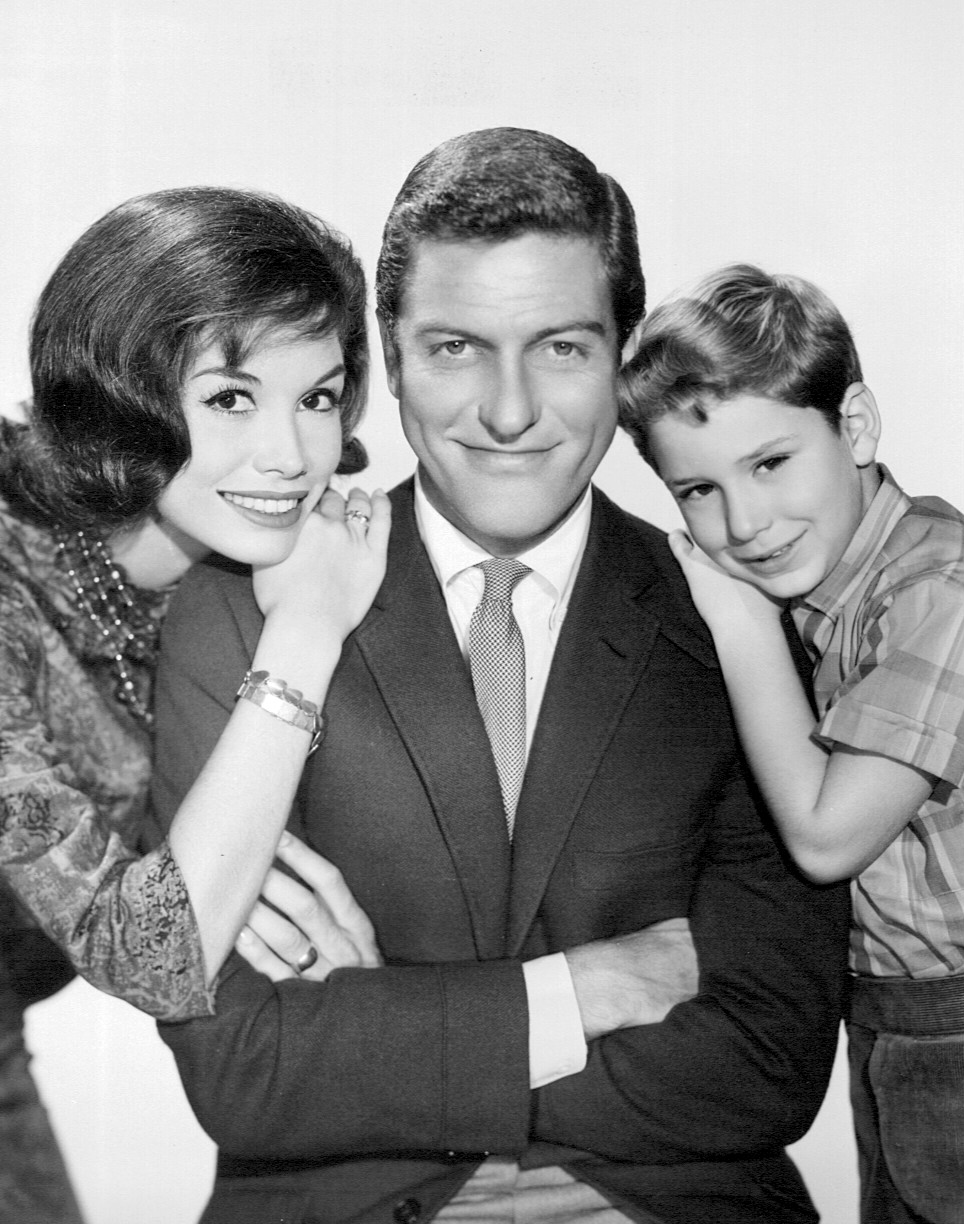
Moore al costat de Dick Van Dyke i Larry Mathews en una imatge publicitària de The Dick Van Dyke Show el 1963.

Malgrat  haver actuat en cicles com Richard Diamond, Private Detective el 1959, la seva consagració va tenir lloc el 1961, quan va ser contractada per interpretar a la mestressa de casa Laura Petrie she said, "I know this will never happen again". en la comèdia de televisió The Dick Van Dyke Show, on va compartir cartell amb Dick Van Dyke, Rose Marie, Morey Amsterdam i Larry Mathews. El programa va ser considerat com un dels més importants en la història de la televisió estatunidenca, arribant a obtenir quatre premis Emmy a la «millor sèrie de comèdia». El 1964 i 1965, Moore va obtenir un premi Emmy a la «millor actriu d'una sèrie de comèdia». The Dick Van Dyke Show es va transmetre per la CBS fins a 1966 amb gran acceptació per part de crítica i públic.
Amb direcció de George Roy Hill, el 1967 es va estrenar Millie, una noia moderna, un dels films més importants de l'any on Moore va compartir crèdits amb Julie Andrews, Carol Channing i James Fox. Va acompanyar Elvis Presley en Change of Habit, estrenada el 1969, on va interpretar una monja. Amb anterioritat, havia actuat en What's So Bad About Feeling Good? (1968), fent de Liz sota les ordres de George Seaton.
Després d'actuar en televisió amb Louis Jourdan, va ser fitxada el 1970 per protagonitzar un dels seus programes més destacats: The Mary Tyler Moore Show (a Espanya, La chica de la Tele), considerat un dels cicles còmics de TV nord-americans més reeixits, on va ser secundada per Edward Asner, Valerie Harper, Gavin MacLeod, Ted Knight, Geòrgia Engel, Betty White i Cloris Leachman, fins a 1977; el programa va ser guardonat en les seves tres últimes temporades amb tres premis Emmy a la «millor sèrie de comèdia». Per la seva actuació, Moore va rebre múltiples premis, entre ells quatre premis Emmy i un Globus d'Or.
Durant el temps en el qual The Mary Tyler Moore Show va estar en emissió, va participar en alguns episodis de dues sèries derivades del seu propi programa: Rhoda (1974-1978), amb Valerie Harper, i Phyllis (1976-1977), amb Cloris Leachman. A la fi de la dècada de 1970, Moore va signar un contracte amb la cadena CBS per emetre un programa de varietats titulat Mary (1978), on feia números humorístics amb diferents celebritats convidades, com Swoosie Kurtz, Dick Shawn, Michael Keaton, Merrill Markoe i David Letterman. El programa va tenir una baixa audiència, per la qual cosa va ser retirat de la programació després de tres episodis. El 1979 va intentar un segon programa de varietats, titulat aquesta vegada The Mary Tyler Moore Hour, emès també a la  CBS, però novament va ser retirat de la programació en la seva primera temporada.
El 1980, Moore va obtenir el paper principal del film Gent corrent, el seu primer treball al cinema des de 1969. Aquesta actuació li va valer el Premis Globus d'Or com a "Millor actriu dramàtica" i nominacions a altres premis com els Oscar i els BAFTA. En aquell mateix any va participar en l'obra teatral presentada en el districte de Broadway, Whose Life Is It Anyway, amb gran èxit de crítica i públic.
A mitjans de la dècada de 1980, l'actriu va tornar a la televisió amb una comèdia de situació, titulada Mary (1985-1986). El programa, emès en la cadena CBS, va tenir una baixa audiència i va rebre crítiques negatives, per la qual cosa va ser retirat de la programació després d'una temporada.
El 1988 va tornar a trobar l'èxit novament en el teatre, aquesta vegada en protagonitzar Sweet Sue. Durant els anys 80, Moore va produir les peces teatrals Pel davant i pel darrera, The Octette Bridge Club, Joe Egg, Benefactors i Safe Sex.

### Vida personal
El 1955 va contreure matrimoni amb Richard Carleton Meeker al que Moore descrivia com "el noi de la porta del costat", i va quedar embarassada del seu únic fill, Richard Jr. (nascut el 3 de juliol de 1956) a les sis setmanes. Meeker i Moore es van divorciar el 1961. Entre 1962 i 1981 va estar casada amb Grant Tinker, amb el qual va crear el 1970 la productora de televisió MTM Enterprises, companyia que va produir sèries entre les quals es troben "The Mary Tyler Moore Show", "Rhoda", "The Bob Newhart Show", "WKRP in Cincinnati" o "Hill Street Blues". El 1983 es va casar amb el Dr. Robert Levine.
El seu fill Richard va morir el 14 d'octubre de 1980, quan, segons algunes fonts, es va disparar accidentalment, i segons unes altres es trobava jugant a la ruleta russa al costat de dues amigues (Judy Vásquez i Janet McLaughlin). Finalment, les autoritats van concretar que havia mort a causa d'un accident. La seva germana Elizabeth va morir el 1978 per una sobredosi, i el seu germà John va morir posteriorment a causa d'un càncer.
A més del seu treball com a actriu, Moore va ser Presidenta de la Fundació per a la Recerca de la Diabetis Juvenil. Des d'aquest lloc, va fer servir la seva fama per recaptar fons i per alertar sobre la Diabetis mellitus, malaltia que patia, i que gairebé fa que perdés la vista i una cama.
Moore era vegetariana i va treballar pels drets dels animals durant molts anys.
Al començament de maig de 2002, Moore va ser homenatjada per la ciutat de Minneapolis amb la instal·lació d'una estàtua en un dels carrers de la ciutat, representant-la en el paper que la va llançar a la fama. A més, Mary Tyler Moore és referenciada en la cançó "Buddy Holly" del grup Weezer.
Moore vivia amb el seu marit en un apartament en el Upper East Side de Manhattan, a l'edifici conegut per tenir entre els seus inquilins a una parella de falcons. Va morir el 25 de gener de 2017.

## Filmografia
Les seves pel·lícules més destacades són:
- Richard Diamond, Private Detective (TV) (1959)
- X-15 (1961)
- The Dick Van Dyke Show (TV) (1961-1966)
- Millie, una noia moderna (Thoroughly Modern Millie) (1967)
- Què hi ha de dolent a ser feliç? (1968)
- Don't Just Stand There! (1968)
- Change of Habit (1969)
- Run a Crooked Mile (TV) (1969)
- The Mary Tyler Moore Show (TV) (1970-1977)
- Gent corrent (1980)
- Six Weeks (1982)
- Entre amigues (1986)
- Flirtejant amb el desastre (Flirting with Disaster) (1996)
- Xantatge a Tulsa (Keys to Tulsa) (1997)
- Labor Pains (2000)
- Maldat encoberta (TV) (2001)
- Una banda de tramposos (2002)
- The Dick Van Dyke Show Revisited (TV) (2004)
- That 70's Show (TV) (2006)
- Lipstick Jungle (TV) (2008; 2 episodis)
- A contra corrent (2009)
- Hot in Cleveland (TV) (2 2011-2013; 2 episodis)

## Premis
Premis Oscar
| Any  | Categoria     | Treball Nominat   | Resultat |
| ---- | ------------- | ----------------- | -------- |
| 1981 | Millor actriu | ' Ordinary People | Nominada |

Premis BAFTA
| Any  | Categoria     | Treball Nominat   | Resultat |
| ---- | ------------- | ----------------- | -------- |
| 1982 | Millor actriu | ' Ordinary People | Nominada |

Premis Globus d'Or
| Any  | Categoria                                                             | Treball Nominat           | Resultat   |
| ---- | --------------------------------------------------------------------- | ------------------------- | ---------- |
| 1965 | Millor actriu de televisió                                            | The Dick Van Dyke Show    | Guanyadora |
| 1971 | Globus d'Or a la millor actriu en sèrie de televisió musical o còmica | The Mary Tyler Moore Show | Guanyadora |
| 1972 | Globus d'Or a la millor actriu en sèrie de televisió musical o còmica | The Mary Tyler Moore Show | Nominada   |
| 1973 | Globus d'Or a la millor actriu en sèrie de televisió musical o còmica | The Mary Tyler Moore Show | Nominada   |
| 1974 | Globus d'Or a la millor actriu en sèrie de televisió musical o còmica | The Mary Tyler Moore Show | Nominada   |
| 1975 | Globus d'Or a la millor actriu en sèrie de televisió musical o còmica | The Mary Tyler Moore Show | Nominada   |
| 1976 | Globus d'Or a la millor actriu en sèrie de televisió musical o còmica | The Mary Tyler Moore Show | Nominada   |
| 1977 | Globus d'Or a la millor actriu en sèrie de televisió musical o còmica | The Mary Tyler Moore Show | Nominada   |
| 1981 | Globus d'Or a la millor actriu dramàtica                              | Gent corrent              | Guanyadora |

Premis del Sindicat d'Actors
| Any                                     | Categoria                           | Treball Nominat | Resultat   |
| --------------------------------------- | ----------------------------------- | --------------- | ---------- |
| Premis_del_Sindicat_d'_Actors_2011 2012 | Premi d'Honor del Sindicat d'Actors | No disponible   | Guanyadora |

Premis Primetime Emmy
| Any  | Categoria                                                            | Treball Nominat           | Resultat   |
| ---- | -------------------------------------------------------------------- | ------------------------- | ---------- |
| 1963 | Millor actriu en una sèrie                                           | The Dick Van Dyke Show    | Nominada   |
| 1964 | Millor actriu en una sèrie                                           | The Dick Van Dyke Show    | Guanyadora |
| 1966 | Primetime Emmy a la millor actriu en sèrie còmica                    | The Dick Van Dyke Show    | Guanyadora |
| 1971 | Primetime Emmy a la millor actriu en sèrie còmica                    | The Mary Tyler Moore Show | Nominada   |
| 1972 | Primetime Emmy a la millor actriu en sèrie còmica                    | The Mary Tyler Moore Show | Nominada   |
| 1973 | Primetime Emmy a la millor actriu en sèrie còmica                    | The Mary Tyler Moore Show | Guanyadora |
| 1974 | Primetime Emmy a la millor actriu en sèrie còmica                    | The Mary Tyler Moore Show | Guanyadora |
| 1974 | Actriu de l'any                                                      | The Mary Tyler Moore Show | Guanyadora |
| 1975 | Primetime Emmy a la millor actriu en sèrie còmica                    | The Mary Tyler Moore Show | Nominada   |
| 1976 | Primetime Emmy a la millor actriu en sèrie còmica                    | The Mary Tyler Moore Show | Guanyadora |
| 1977 | Primetime Emmy a la millor actriu en sèrie còmica                    | The Mary Tyler Moore Show | Nominada   |
| 1979 | Millor actriu - Miniserie o telefilme                                | First, You Cry            | Nominada   |
| 1985 | Millor actriu - Miniserie o telefilme                                | Heartsounds               | Nominada   |
| 1988 | Millor actriu - Miniserie o telefilme                                | Lincoln                   | Nominada   |
| 1993 | Primetime Emmy a la millor actriu secundària en minisèrie o telefilm | Stolen Babies             | Guanyadora |

| Any                 | Categoria           | Treball Nominat          | Resultat   |
| ------------------- | ------------------- | ------------------------ | ---------- |
| Premis_Tony_de_1980 | Premi Tony Especial | Whose Life Is It Anyway? | Guanyadora |